# Đại học Chosun
Đại học Chosun (tiếng Hàn: 조선대학교; Hanja: 朝鮮大學校; Romaja: Joseon Daehakgyo, Hán-Việt: Triều Tiên đại học hiệu) là một trong những trường đại học tư nhân lâu đời nhất ở Hàn Quốc. Khuôn viên của trường nằm ở thành phố đô thị Gwangju, ở phía tây nam Hàn Quốc. Chủ tịch hiện nay là Kang Dong Wan. Vị tổng thống trước đó đã từ chức vì ông ta đã đánh cắp hàng triệu đô la, khiến trường đại học bị giáng chức từ cấp vốn cho tình trạng cấp 1 sang cấp cho tình trạng cấp 2A. Kể từ đó, trường đại học đã cắt giảm các góc tài chính để tiết kiệm tiền và đang được chính phủ Hàn Quốc kiểm toán. Khoảng 33.000 sinh viên đang theo học.

## Học thuật
Các khóa học đại học được cung cấp thông qua 16 học viện: Giáo dục phổ thông, Nhân văn, Khoa học tự nhiên, Luật, Khoa học Xã hội, Kinh doanh, Kỹ thuật, Điện tử và Kỹ thuật thông tin, Giáo dục, Ngoại ngữ, Thể dục thể thao, Nghệ thuật và Thiết kế, Y khoa, Nha khoa, Dược và Khoa học y khoa tự nhiên. Các khóa học đại học, bao gồm hầu hết các lĩnh vực này, được cung cấp thông qua các khoa khác nhau của Trường đại học.
Theo Bảng xếp hạng đại học thế giới Quacquarelli Symonds năm 2010, trường này xếp thứ 191.

## Lịch sử
Đại học Chosun được thành lập bởi Hiệp hội các nhà sáng lập Chosun. Hiệp hội được thành lập tháng 5 năm 1946, và nhanh chóng có được các thành viên khắp các tỉnh Chungcheong, Jeolla, và Jeju. Theo trang web của trường, "thành viên đã tăng lên đến hơn 72.000 vào cuối năm 1947." Các lớp học đầu tiên của trường, sau đó được gọi là Học viện Evening Kwangju, được tổ chức vào ngày 29 tháng 9 năm 1946. Sau đó nó được đổi tên thành Học viện Chosun và trở thành một trường cao đẳng vào năm 1948. Nó trở thành một trường đại học vào đầu năm học 1953, thời gian mà các trường đại học cũng đã được thành lập.

## Kết nghĩa
Đại học Chosun duy trì kết nghĩa với một số lượng lớn các tổ chức: 70 quốc tế, và 42 trong nước. Các quốc gia bao gồm Úc, Trung Quốc, Colombia, Ai Cập, Đức, Ấn Độ, Indonesia, Nhật Bản, Mexico, Nepal, Hà Lan, New Zealand, Nga, Đài Loan, Thái Lan, Hoa Kỳ và Việt Nam.